# Saue

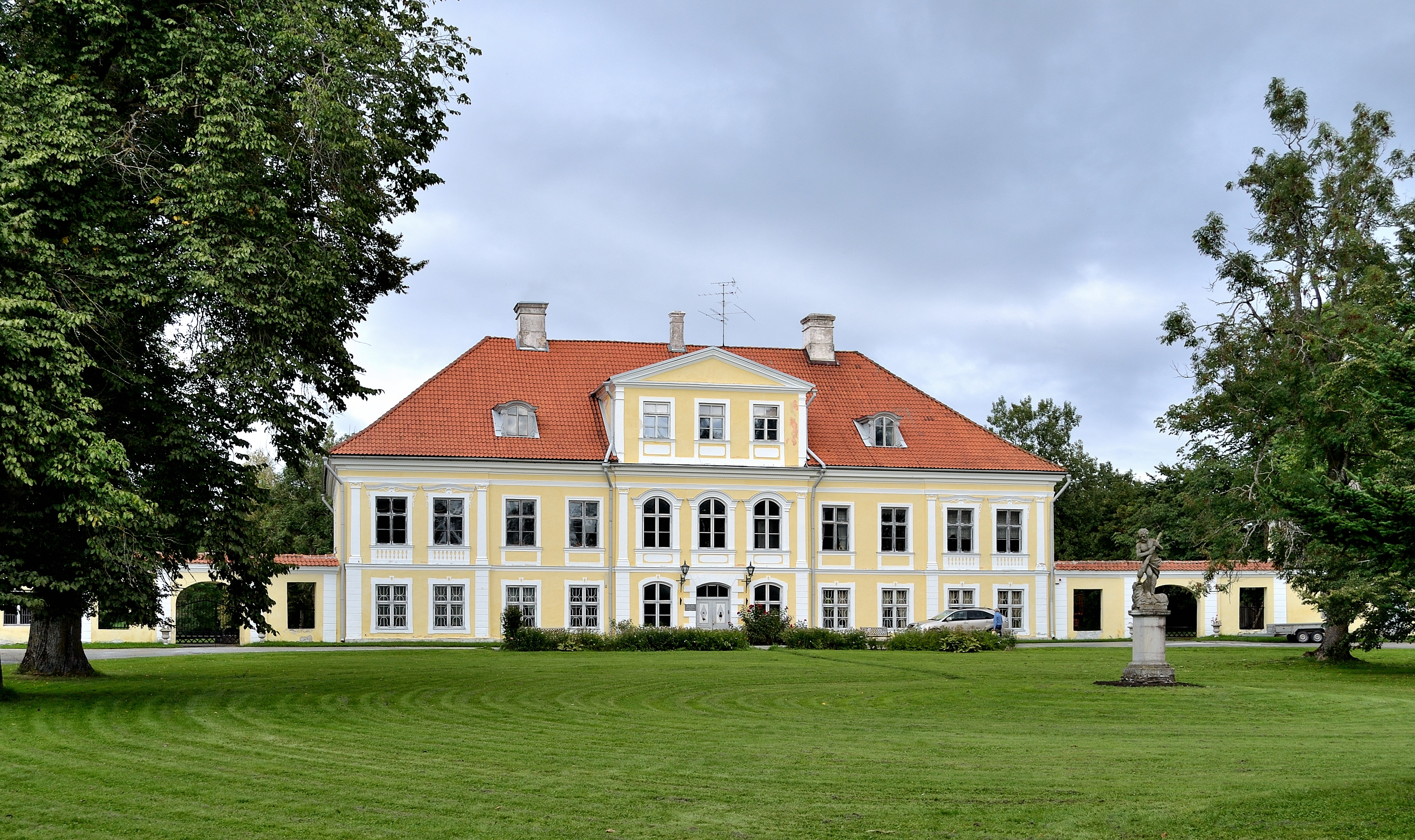
Hacienda de Saue, Saue mõis

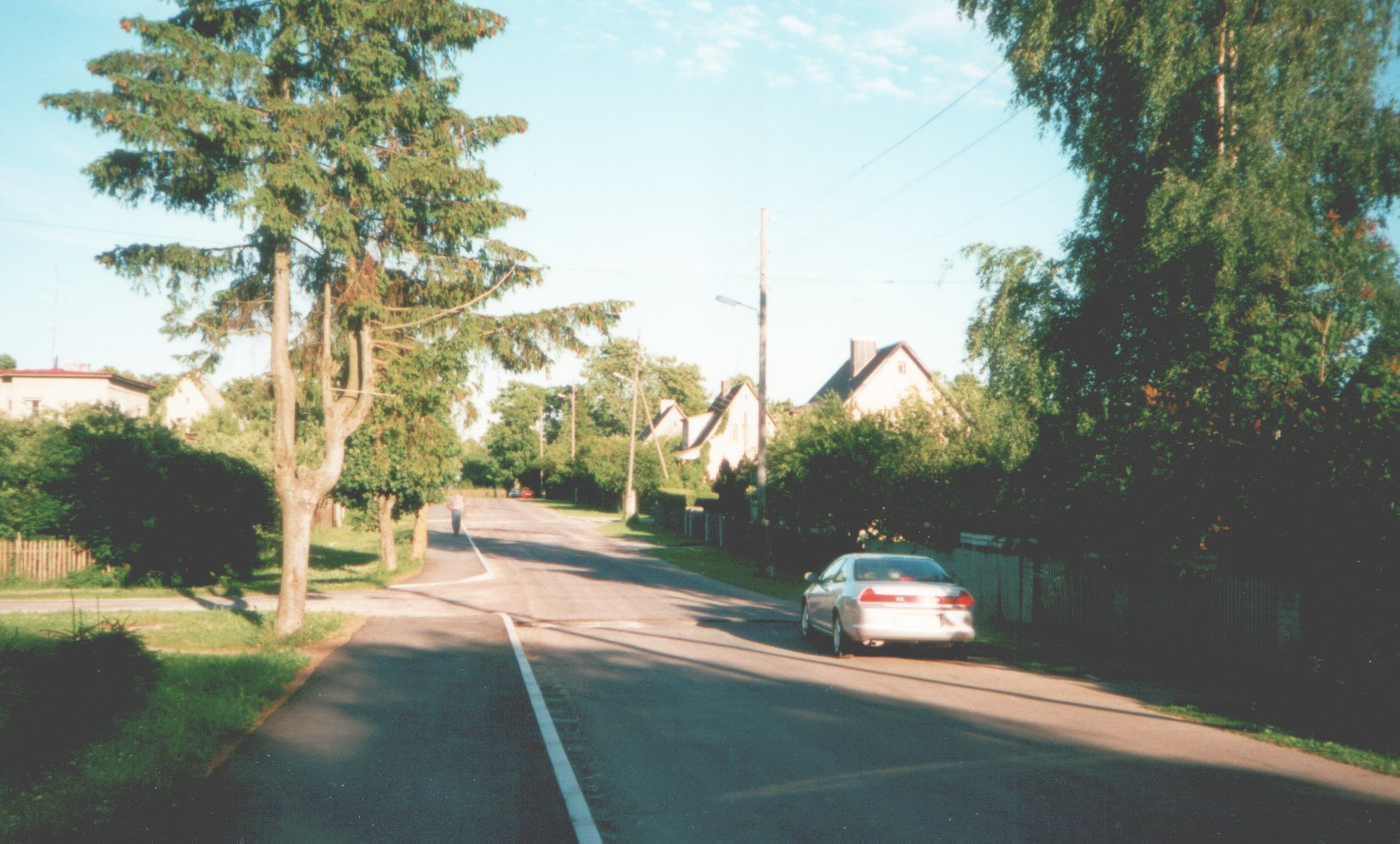
Calle de Saue.

Saue es una ciudad del noroeste de Estonia, perteneciente al condado de Harju. Administrativamente el municipio se constituye como una ciudad separada del municipio rural de Saue.

## Historia
El origen de la ciudad es reciente ya que fue en 1920 cuando comenzó a surgir la población como una ciudad jardín, junto a la hacienda Saue (en estonio Saue mõis) que había sido fundada en 1792. En 1960 Saue se unió administrativamente a Tallin. En 1973 consiguió el estatus de borough, (en estonio alev), y veinte años después conseguiría el de ciudad, (en estonio linn). En 1994 Saue se separó administrativamente de la capital.

## Geografía
Saue tiene una población que ronda los 5000 habitantes y abarca un área de 3.50 km², de los cuales 1,20 km² lo constituyen parques y bosques, el mayor de los cuales se encuentra en el centro de la ciudad. También posee 0.25 km² de terreno industrial. Su término municipal limita exclusivamente con el del municipio rural homónimo.
La ciudad se sitúa a 18 km al suroeste de Tallin, a 7 km al este de Keila, a 7 km al oeste de Saku y a 7 km al suroeste de Laagri.
Saue tiene 62 calles con una longitud total de 21 km. En el noroeste del término municipal se encuentra la finca de Saue, que es el auténtico precedente de la ciudad.

## Demografía
El 93% de los ciudadanos de Saue son de origen estonio. La edad media de los habitantes es de 35 años. El censo de población muestra que la ciudad mantiene un crecimiento lento.
- Evolución de la población

| Evolución de la población del municipio de Saue | Evolución de la población del municipio de Saue | Evolución de la población del municipio de Saue | Evolución de la población del municipio de Saue | Evolución de la población del municipio de Saue | Evolución de la población del municipio de Saue | Evolución de la población del municipio de Saue | Evolución de la población del municipio de Saue |
| Año                                             | 1959                                            | 1970                                            | 1979                                            | 1989                                            | 1995                                            | 2000                                            | 2007                                            |
| ----------------------------------------------- | ----------------------------------------------- | ----------------------------------------------- | ----------------------------------------------- | ----------------------------------------------- | ----------------------------------------------- | ----------------------------------------------- | ----------------------------------------------- |
| Población                                       | 1.088                                           | 1.997                                           | 3.293                                           | 4.395                                           | 4492                                            | 4.996                                           | 5.096                                           |
- Nacionalidades

| Nacionalidades de Saue | Nacionalidades de Saue |
| Nacionalidad           | Habitantes             |
| ---------------------- | ---------------------- |
| Estonios               | 4.793                  |
| Rusos                  | 41                     |
| Ucranianos             | 5                      |
| Letones                | 1                      |
| Finlandeses            | 1                      |
| otros                  | 2                      |

## Deporte
Saue tiene una gran oferta de deportes, existen asociaciones que ofrecen la práctica de diversos deportes como por ejemplo, tenis, atletismo, voleibol, baloncesto, boxeo, karate y equitación.

## Transportes
La ciudad posee una parada de tren, de la línea Tallin-Riisipere/Paldiski. También se encuentra comunicada mediante una ruta de autobús con Tallin y con Keila. Además la carretera Tallin Pärnu pasa por la localidad.

## Infraestructuras
La ciudad cuenta con una escuela secundaria, un conservatorio, un jardín de la infancia y un centro de juventud.

## Ciudades hermanadas
| Ciudades hermanadas con Saue | Ciudades hermanadas con Saue |
| País                         | Ciudad                       |
| ---------------------------- | ---------------------------- |
| Suecia                       | Sollentuna                   |